# Yunus Roy Imer
Yunus Roy Imer (* 1987 in Zürich) ist ein Schweizer Kameramann.

## Leben und Werk
Nach einem Propädeutikum in Film und Fotografie an der Zürcher Hochschule der Künste studierte Imer von 2008 bis 2015 Bildgestaltung/Kamera an der Filmakademie Baden-Württemberg.
Sein erster Spielfilm, Systemsprenger (Regie: Nora Fingscheidt), lief auf der Camerimage in der Sektion Cinematographer’s Debut Competition, war deutscher Oscarkandidat 2020 und wurde weltweit auf zahlreichen Festivals ausgezeichnet, unter anderem mit einem Silbernen Bären (ehemals Alfred-Bauer-Preis) der Berlinale 2019. Im gleichen Jahr feierte der Kinodokumentarfilm Space Dogs (Regie: Elsa Kremser und Levin Peter) seine Premiere auf dem Locarno Film Festival, gewann den Best Austrian Film Prize der Viennale und wurde mit dem Diagonale-Preis für Beste Bildgestaltung Dokumentarfilm der Diagonale 2020 ausgezeichnet.
Mit dem Kinodokumentarfilm Ohne diese Welt (Regie: Nora Fingscheidt) war Imer 2018 für den Deutschen Kamerapreis nominiert. Ohne diese Welt und Hinter dem Schneesturm (Regie: Levin Peter) wurden unter anderen mit dem First Steps Award für den Besten Dokumentarfilm ausgezeichnet. Ein weiterer First Steps Award ging an Hörst Du Mutter (Regie: Tuna Kaptan) in der Kategorie Bester Kurzfilm. 2022 feierte der Spielfilm 99 Moons (Regie: Jan Gassmann) in Cannes in der Sektion ACID Premiere.
2024 lief der Spielfilm The Outrun (Regie: Nora Fingscheidt) auf dem Sundance Film Festival und bei Berlinale Panorama. Im November 2024 wurde Imer für seine Arbeit für einen Bifa nominiert.  
Yunus Roy Imer ist Mitglied der Deutschen Filmakademie sowie der Europäischen Filmakademie.

## Filmografie
- 2010: Synkope
- 2010: Sonor
- 2017: Ohne diese Welt
- 2019: Are you listening Mother
- 2019: Space Dogs
- 2019: Systemsprenger
- 2020: Open Letter
- 2020: Black Night
- 2021: 99 Moons
- 2024: The Outrun
- 2024: Die schönste Bescherung (Fernsehfilm)